# 羅熙集
羅 熙集（ナ・ヒジプ、朝鮮語: 나희집、1910年8月1日 - 1978年5月15日）は、大韓民国の政治家。第3代韓国国会議員。本貫は羅州羅氏。

## 経歴
忠清南道舒川郡出身。普成高等普通学校修了。国会議員を1期務めたほか、時草面書記・面長、国民会舒川郡支部委員長、大韓青年団舒川郡団長、舒川物資運営組合常務理事、舒川水利組合長、舒川金融組合長、忠清南道議会副議長、自由党舒川郡党委員長、国会農林分科委員長などを務めた。
1978年5月15日、脳出血によりソウル市中区の国立医療院で死去した。享年69。